# Guilherme Villela
Guilherme Socias Villela (Uruguaiana, 3 de junho de 1935 – Porto Alegre, 31 de julho de 2025) foi um economista e político brasileiro filiado ao Progressistas (PP). Foi prefeito nomeado de Porto Alegre em dois períodos, de 1975 a 1983, durante a Ditadura Militar, pela Aliança Renovadora Nacional (ARENA) e pelo partido que a sucedeu a partir de 1980, o Partido Democrático Social (PDS).

## Biografia

### Carreira política
Em sua gestão foram inaugurados o Parque Marinha do Brasil e o Parque Maurício Sirotski Sobrinho. Além desses, foram abertos ainda o Parque Vinte de Maio e o Parque Mascarenhas de Moraes, além de 35 novas praças e feitas ampliações no Parque Moinhos de Vento e no Parque Farroupilha, totalizando o plantio de 1,15 milhão de árvores em oito anos de governo. Em sua gestão também foi criado o Brique da Redenção, evento cultural que se repete todos os domingos, desde 1978, no Parque Farroupilha.
Criou a primeira Secretaria Municipal do Meio Ambiente, pioneira no Brasil. Foi o autor da Lei do Impacto Ambiental, que dispõe sobre a prevenção e o controle da poluição do meio ambiente no município. Foi o responsável pela conclusão de 15 mil casas no complexo habitacional da Restinga e de obras como o Centro Municipal de Cultura, onde se situam o Teatro Renascença, a Sala Álvaro Moreyra, o Ateliê Livre e a Biblioteca Pública Municipal Josué Guimarães.
Exerceu, também, as seguintes atividades de economista do Banco Regional de Desenvolvimento do Extremo Sul (BRDE); professor da Universidade Federal do Rio Grande do Sul (UFRGS) e de pós-graduação em outras universidades; assessor do Ministério das Relações Exteriores, em Montevidéu; assessor do Ministério do Planejamento e coordenador técnico da Fundação IPEA, no Rio de Janeiro e em Washington; secretário de Estado de Coordenação e Planejamento e Secretário de Estado Extraordinário do Governo; e diretor-presidente da CEEE. Foi, ainda, deputado estadual, secretário de Estado dos Transportes e Presidente do Conselho Superior da Agência Estadual de Regulação dos Serviços Públicos Delegados do Rio Grande do Sul (AGERGS) e superintendente regional da Companhia Nacional de Abastecimento (CONAB).
Em 2000, foi candidato a vice-prefeito na chapa encabeçada por Yeda Crusius, em aliança do PSDB com o PPB e o PSDC, que ficou em terceiro lugar nas eleições, atrás de Tarso Genro e Alceu Collares.
Em 2012, foi eleito vereador em Porto Alegre com 13.574 votos, sendo o terceiro mais votado, atrás de Pedro Ruas e João Derly. Foi primeiro secretário da Câmara Municipal no último ano de mandato, assumindo a presidência da casa legislativa após a 3ª Vara da Fazenda Pública de Porto Alegre determinar o afastamento de Cássio Trogildo, que então ocupava o cargo de presidente, em agosto.

## Homenagens

### Centro Administrativo Municipal Guilherme Socias Villela
A nova sede da prefeitura de Porto Alegre, na Rua General João Manoel, 157, no Centro Histórico de Porto Alegre, passou a se chamar Centro Administrativo Municipal Guilherme Socias Villela em sua homenagem. O nome foi proposto em 2022 pelo prefeito Sebastião Melo, do Movimento Democrático Brasileiro (MDB): "Villela deixou marcas concretas para fazer de Porto Alegre uma cidade melhor, então é um justo reconhecimento a um gestor competente. E feliz de nós que teremos a chance de fazer a homenagem em vida".
No ano seguinte a sede da prefeitura passou a ter o novo nome, na semana em que a cidade comemorava o seu aniversário de 251 anos. O ato foi formalizado com um evento de inauguração, que contou com a presença do homenageado, do prefeito, do vice-prefeito Ricardo Gomes, da esposa Ana Pellini, dos filhos André e Deborah, e das netas Bruna e Júlia, além de outras autoridades, como Reginaldo Pujol, João Antônio Dib. No discurso, Vilella ressaltou: "segui a carreira pública e a fiz de forma honesta. Tenho muito orgulho disso. Agradeço sinceramente o gesto generoso do prefeito Sebastião Melo. Muito obrigado".

## Morte
Guilherme Socias Villela morreu em 31 de julho de 2025, aos 90 anos, na capital gaúcha, deixando a esposa, uma filha e um filho, bem como duas netas. Estava internado há dois meses, no Hospital Nora Teixeira da Santa Casa de Porto Alegre, por conta de um acidente vascular cerebral. O prefeito Sebastião Melo declarou luto oficial na cidade por três dias.

No dia seguinte, foi velado no plenário Otávio Rocha da Câmara Municipal. Entre as autoridades presentes à cerimônia estavam o governador em exercício Gabriel Souza, o prefeito Sebastião Melo, o senador Luís Carlos Heinze, o ex-governador Jair Soares e o ex-prefeito José Fortunati, além da secretária da Fazenda de Porto Alegre, Ana Pellini, com quem era casado.